# Ламбрюис
Ламбрюи́с (фр. Lambruisse, окс. Lambrueissa) — коммуна во Франции, находится в регионе Прованс — Альпы — Лазурный Берег. Департамент коммуны — Альпы Верхнего Прованса. Входит в состав кантона Сент-Андре-лез-Альп. Округ коммуны — Кастелан.
Код INSEE коммуны — 04099.

## Население
Население коммуны на 2008 год составляло 85 человек.
| 1962 | 1968 | 1975 | 1982 | 1990 | 1999 | 2008 |
| ---- | ---- | ---- | ---- | ---- | ---- | ---- |
| 86   | 79   | 73   | 49   | 55   | 70   | 85   |

## Экономика
В 2007 году среди 47 человек в трудоспособном возрасте (15—64 лет) 22 были экономически активными, 25 — неактивными (показатель активности — 46,8 %, в 1999 году было 78,9 %). Из 22 активных работали 20 человек (11 мужчин и 9 женщин), безработных было 2 (1 мужчина и 1 женщина). Среди 25 неактивных 3 человека были учениками или студентами, 18 — пенсионерами, 4 были неактивными по другим причинам.

## Достопримечательности
- Солнечные часы (1809 год)
- Церковь Нотр-Дам-де-л’Асомптьон (бывшая Нотр-Дам-де-Консолатьон, XVI век)
  - Бюст-реликварий (XVIII век)
  - Крест для крестного хода из позолоченной бронзы (XVII век)
- Часовня Нотр-Дам-де-Консолатьон
- Часовня Сен-Дамаз